# Летов Š-4
Летов Š-4 (чеш. Letov Š-4) је чехословачки ловачки авион који је производила фирма Летов (чеш. Letov). Први лет авиона је извршен 1922. године. 

Серија од 20 авиона је кориштена у чехословачком РВ до 1927, а само неколико авиона и касније.
Највећа брзина у хоризонталном лету је износила 232 km/h. Размах крила је био 8,00 метара а дужина 6,58 метара. Маса празног авиона је износила 673 килограма а нормална полетна маса 980 килограма. Био је наоружан са 2 предња митраљеза Луис калибра 7,7 мм.

## Наоружање
| Наоружање авиона: Летов        |     |
| Ватрено (стрељачко) наоружање  |     |
| Топ                            |     |
| Митраљез                       |     |
| Број и ознака митраљеза        | 2   |
| Калибар                        | 7,7 |
| Бомбардерско наоружање (бомбе) |     |
| Ракетно наоружање (ракете)     |     |